# The Divide (série de televisão)
The Divide é uma série que foi transmitida originalmente pelo canal We TV. A primeira e única temporada consiste em 8 episódios e foi originalmente para o ar a 16 de julho de 2014. A 30 de outubro de 2014 a série foi cancelada pelo canal WE TV.
Fora dos EUA a série é transmitida através do canal AMC.

## Atores
- Marin Ireland como Christine Rosa
- Paul Schneider como Clark Rylance
- Damon Gupton como Adam Page
- Nia Long como Billie Page
- Clarke Peters como Isaiah Page
- Britne Oldford como Jenny Butler
- Chris Bauer como Jared Bankowski
- Joe Anderson como Terry Kucik
- Adam Rothenberg como Danny

## Episódios
- 1 - "The Ways Men Divide"
- 2 - "No Such Thing as Justice"
- 3 - "Facts Are the Enemy"
- 4 - "Never Forget"
- 5 - "I'm for Justice"
- 6 - "And the Little Ones Get Caught"
- 7 - "I Can't Go Back"
- 8 - "To Whom Evil Is Done"

## Ligações Externas
- «Sítio oficial»
- The Divide no Facebook
- The Divide no X